# 李杰云
李杰云（1967年12月—），湖南新邵人，汉族，中国共产党党员。中华人民共和国政治人物、第十三届全国人民代表大会广西壮族自治区代表。

## 生平
李杰云早年在湖南省财会学校财政专业学习，毕业后长期在财政系统任职，历职广西壮族自治区财政厅办公室助理调研员、办公室副主任、办公室主任、预算处处长兼预算编审服务中心主任、总会计师、财政厅副厅长。2013年改任广西壮族自治区人民政府副秘书长，办公厅副主任，2014年改任广西壮族自治区党委全面深化改革领导小组办公室副主任、政策研究室副主任。
2018年，李杰云被选为广西壮族自治区出席第十三届全国人民代表大会代表。
2020年，出任广西壮族自治区国有资产监督管理委员会党委书记、主任，在任期间，他负责主持该委员会及其党委全面工作。并主管党委办公室、党建、巡察、组织、宣传、群工、统战、审计监督、企业法人治理管理、人事等方面工作。负责联系广西投资集团有限公司、广西柳州钢铁集团公司、广西北部湾国际港务集团有限公司、南宁市国资委、柳州市国资委、桂林市国资委，也临时联系广西农垦集团有限责任公司。